# 小田原東郵便局
小田原東郵便局（おだわらひがしゆうびんきょく）は神奈川県小田原市にある郵便局。民営化前の分類では集配普通郵便局であった。

## 概要
住所：〒256-8799 神奈川県小田原市前川14-1

## 沿革
- 1874年（明治7年）12月 - 国府津（こうづ）郵便取扱所として開設[1]。
- 1875年（明治8年）1月1日 - 国府津郵便局（五等）となる。
- 1886年（明治19年）2月16日 - 貯金取扱を開始。
- 1890年（明治23年）4月1日 - 為替取扱を開始。
- 1950年（昭和25年）11月16日 - 電気通信業務の取扱を、新設の国府津電報電話局に移管[2]。
- 1956年（昭和31年）11月1日 - 電話通話および和文電報受付事務の取扱を開始[3]。
- 1976年（昭和51年）4月1日 - 特定郵便局から普通郵便局に局種別改定。
- 2000年（平成12年）8月14日 - 外国通貨の両替および旅行小切手の売買に関する業務取扱を開始。
- 2001年（平成13年）4月2日 - 小田原東郵便局に改称。
- 2001年（平成13年）7月2日 - 下曾我（しもそが）郵便局（小田原市曽我原）から「250-02xx」区域の集配業務を移管。
- 2007年（平成19年）10月1日 - 民営化に伴い、併設された郵便事業小田原東支店に一部業務を移管。
- 2011年（平成23年）4月11日 - 箱根町集配センターと箱根宮ノ下集配センターの統括を郵便事業小田原支店から小田原東支店に移管。
- 2012年（平成24年）10月1日 - 日本郵便株式会社発足に伴い、郵便事業小田原東支店を小田原東郵便局に統合。
- 2019年（平成31年）2月1日 - 箱根町郵便局と箱根宮ノ下郵便局の集配業務の統括を小田原郵便局へ移管。

## 取扱内容
- 郵便、印紙、ゆうパック、内容証明
- 貯金、為替、振替、振込、国際送金、外貨両替・トラベラーズチェック、国債、投資信託
- 生命保険、バイク自賠責保険、自動車保険
- ゆうちょ銀行ATM
- 「250-02xx」「250-08xx」「256-08xx」区域（小田原市の北東部地域）の集配業務
- ゆうゆう窓口

## 周辺
- ダイナシティ
- 小田原シティーモール
- 国立印刷局 小田原工場
- 西湘貨物駅

## アクセス
- JR東海道本線 鴨宮駅から北東へ約1.7km（徒歩約20分）
- 箱根登山バス 鴨宮駅発ダイナシティ行き、小田原東郵便局停留所下車
- 小田原厚木道路 小田原東ICから南東へ約2.5km、西湘バイパス 国府津ICから北西へ約2km
- 駐車場あり：14台